# Краснозоренський район
Краснозоренський район (рос. Краснозоренский район) — муніципальне утворення у Орловській області.

## Адміністративний устрій
Складається із 5 сільських поселень:
- Краснозоренське сільське поселення
- Покровське сільське поселення(інші мови)
- Розсошенське сільське поселення
- Труновське сільське поселення
- Успенське сільське поселення